# 지나 파레노
지나 파레노(Gina Pareño, 1949년 [[[12월 17일]] ~ )는 필리핀의 배우, 희극 배우이다.

## 영화
- 오브 올 더 씽 (2012년)
- 러브 온 라인 (2009년)
- 바칼 보이즈 (2009년)
- 서비스 (2008년)
- 카살, 카살리, 카살로 (2006년)
- 쿠브라도르 (2006년)
- 브라이달 샤워 (2004년)